# Intercity Express Programme
Das Intercity Express Programme, kurz IEP bezeichnet das Beschaffungsprogramm des britischen Verkehrsministeriums (Department for Transport, kurz DfT) für Intercity-Triebzüge. Sie wurden als Nachfolger der dieselelektrischen Intercity 125 (gebaut zwischen 1975 und 1982) und der elektrischen Intercity 225 von 1988 bis 1991 konzipiert und beschafft. Zwischen 2014 und 2020 wurden 80 Zweikraft- und 42 Elektrotriebzüge in Konfigurationen von fünf und neun Wagen für die Great Western Railway (GWR) und die London North Eastern Railway (LNER) beschafft.
Eine 2007 gestartete Ausschreibung verlangte drei Varianten für den Antrieb der Züge: für den Einsatz auf elektrifizierten Strecken, für nicht elektrifizierte Strecken und eine streckenübergreifend einsetzbare Zweikraft-Variante (englisch bi-mode multiple unit [BMU]), die sowohl mit Energie aus Dieselmotoren wie aus der Oberleitung fahren kann. 2009 wurde ein Konsortium um den Zughersteller Hitachi Transportation Systems als Sieger der Ausschreibung bekanntgegeben, und im Juli 2012 mit dem Bau von 92 Zügen beauftragt. Im Juli 2013 wurden weitere 30 Züge bestellt. Die Zugtypen werden von Hitachi Rail der A-Train-Familie zugeordnet.
Der erste Einsatz erfolgte, wie 2012 vorgesehen, im Oktober 2017 auf der Great Western Main Line von London Paddington über Bristol nach Südwales. Die ersten Züge für die East Coast Main Line nahmen 2018 den Probebetrieb auf; seit Mai 2019 werden sie im Fahrgastverkehr eingesetzt.
Hitachi Rail baute eine Fabrik in Nordengland, in der die im Rahmen des IEP gelieferten Züge endmontiert werden. In der Folge erhielt der Hersteller von weiteren britischen Zugbetreibern Aufträge für Züge seiner AT300-Familie. Diese Bestellungen sind kein Bestandteil des IEP, sondern unabhängige Kaufverträge.

## Geschichte

### Ausschreibung
Die Ausschreibung forderte eine einheitliche Plattform für den Zug, die je nach Konfiguration geeignet ist sowohl für den elektrischen Antrieb (25 kV, 50 Hz), für die Fahrt mit Verbrennungsmotor, und als bimodale Version mit Hybridantrieb für beide Streckenarten.
Am 16. November 2007 nahm das Verkehrsministerium drei Anbieter in die engere Auswahl – dies waren Alstom mit Barclays, Hitachi Transportation Systems sowie die Express Rail Alliance aus den Herstellern Bombardier Transportation, Siemens Transportation Systems, der Leasinggesellschaft Angel Trains und der Investmentgesellschaft Babcock & Brown.
Alstom zog sich von der Ausschreibung im Februar 2008 zurück. Der Partner Barclays Private Equity schloss sich darauf am 28. Juni 2008, vier Tage vor Ende der Ausschreibung, mit Hitachi zusammen. Das daraus entstandene Konsortium Agility Trains umfasste nun auch das britische Bau- und Infrastrukturunternehmen John Laing plc. Barclay stieg im Februar 2010 aus dem Agility-Trains-Konsortium aus, dessen Kapital seither zu 70 Prozent Hitachi Rail Europe und zu 30 Prozent John Laing Investments gehört.

### Auftrag
Am 12. Februar 2009 gab die Regierung bekannt, dass sie das Agility-Trains-Konsortium als bevorzugten Anbieter behandele, der ein Angebot für einen Auftrag im Umfang von 7,5 Milliarden Pfund vorlegen solle. Die Entscheidung wurde kritisiert, da Bombardier in Derby hätte fertigen lassen können.
Agility konzipierte für den Bau der Züge ein neues Werk in Nordostengland.
Im Juli 2012 erfolgte die Auftragsvergabe an das Agility-Trains-Konsortium. Zunächst wurden 92 Züge mit 596 Wagen bestellt, im Jahr 2013 folgte ein weiterer Auftrag über 30 Züge mit 270 Wagen. Der Gesamtwert der Auftragsvergabe durch das Verkehrsministerium beläuft sich damit auf 5,8 Milliarden Pfund. In diesem Paket ist ein Wartungsvertrag für 27,5 Jahre enthalten. Hitachi wird dafür neue Bahnbetriebswerke u. a. in Bristol und Doncaster bauen sowie bestehende Wartungsdepots entlang der beiden Bahnstrecken auf einen modernen Stand bringen.

### Konstruktion
Wenigstens sechs Typen von Triebzügen sollten entsprechend der Ausschreibung angeboten werden:
- Typ 1 – 10-teiliger dieselelektrischer Triebzug, unterteilt in
  - Typ 1A – intercity
  - Typ 1B – interurban
- Typ 2 – 10-teiliger bimodaler Intercity-Triebzug, mit einem dieselelektrischen Triebfahrzeug an einem Ende und einem elektrischen Triebfahrzeug am anderen Ende
- Typ 3 – 5-teiliger elektrischer Triebzug (EMU)
- Typ 4 – 5-teiliger bimodaler Triebzug für den Vorortverkehr (commuter services)
- Typ 5 – 10-teiliger intercity EMU.

Die Hybrid-Lösung lehnt sich an die Testzüge im Projekt British Rail Class 43 (HST) an, das die InterCity 125 ablösen sollte. Die Wagenmodule werden eine Länge von je 26 Metern und eine Breite von 2,7 Metern haben, was auch für das kleine britische Lichtraumprofil noch sehr schmal ist.
Die von Agility Trains angebotenen Züge werden von Hitachi gebaut und unter den Namen „Hitachi Super Express“ oder „Super Express Train“ geführt. Hitachi liefert die Züge in zwei Varianten, die bimodalen Züge der Baureihe 800 und vollelektrischen Züge der Baureihe 801. Ein Zug kann aus 5 bis 12 Wagen bestehen. Jeder Wagen ist 26 Meter lang und 2,7 Meter breit. Die Züge werden mit dem Signalisierungssystem ETCS Level 2 und British Rail Automatic Train Protection (BR ATP) ausgestattet.
Die bestellten Züge mit neun Wagen bieten 627 Sitze, die gegenüber dem Vorgängerzug in der Standardklasse über 50 mm zusätzlichen Fußraum verfügt. Zur Ausstattung gehören WLAN in den Wagen, Steckdosen an jedem Platz, LCD-Anzeigen für die Sitzplatzreservierung und 10 Fahrradstellplätze pro Zug. Im Zug wird eine Küche untergebracht, die 50 warme Mahlzeiten pro Stunde aufbereiten kann.
Die Züge sollen mit einer maximalen Geschwindigkeit von 200 km/h betrieben werden, können jedoch mit 225 km/h fahren, falls die Infrastruktur der East Coast Main Line verbessert wird. Die rein elektrischen Triebzüge werden als Baureihe 801 bezeichnet, die bimodalen Triebzüge als Baureihe 800. Jeder Zug wird mit mindestens einem Dieselantriebsaggregat ausgestattet. Die elektrischen Züge erhalten dadurch einen Selbstrettungsantrieb für den Notfall eines Oberleitungsausfalls. Um das Hilfsaggregat betriebstüchtig zu halten, soll es bei Rangierfahrten regelmäßig genutzt werden.

## Herstellung
Die ersten Züge wurden komplett im Hitachi-Werk Kasado in Japan gefertigt, bevor die Endmontage in einer neuen Fabrik in Newton Aycliffe (County Durham) begann, die im September 2015 offiziell eingeweiht wurde. Dort erfolgen Zusammenbau, Innenausbau und Test der Züge, während die Wagenkästen aus Aluminium aus Japan angeliefert werden, weil deren Schweißtechnik nur dort verfügbar ist.
Der erste von drei Vorserienzügen, ein fünfteiliger bimodaler Zug, wurde am 13. November 2014 der Presse vorgestellt. Er verließ am 7. Januar 2015 das Herstellerwerk und wurde ab April 2015 auf der Teststrecke Old Dalby bei Nottingham geprüft.
Bei den drei Vorserienzügen, die auch zur Personalschulung dienten, handelte es sich um 2 fünfteilige bimodale Züge der Class 800 und einen neunteiligen EMU der Class 801. Der erste Zug aus britischer Produktion wurde im Januar 2017 präsentiert und an die Great Western Railway (GWR) geliefert.
Die MTU Friedrichshafen liefert für die Züge mindestens 252, jeweils 700 Kilowatt starke Antriebsanlagen, deren Kern ein MTU-Dieselmotor mit 12 Zylindern bildet. An Knorr-Bremse ging im August 2013 ein Auftrag über 42 Mio. Euro für Bremssysteme und Drehgestellausrüstungen.
Insgesamt waren bis 2013 122 Züge mit 866 Wagen bestellt worden. Ein erster Auftrag umfasste 92 Züge mit 596 Wagen. Davon waren als erster Teil 369 Wagen für die First Great Western geplant, als 36 fünfteilige bimodale und 21 neunteilige vollelektrische Kompositionen, die ab 2017 für die Linie nach Bristol und Wales eingesetzt wurden. Als zweite Lieferung waren 227 Wagen für die East-Coast-Main-Line vorgesehen, konfiguriert als 12 fünfteilige EMU, 10 fünfteilige bimodale Züge und 13 neunteilige bimodale Züge. Sie sollten ab 2018 auf der East-Coast-Main-Line eingesetzt werden und dann die Diesel-High Speed Trains ablösen. Weitere 30 neunteilige Kompositionen, die im Juli 2013 vom Transportministerium bestellt wurden, sind ebenfalls für die East-Coast-Linie vorgesehen, um die dort einsetzten Intercity 225 abzulösen.

## Baureihen
| Baureihe       | Bild                                                                                       | System     | Anzahl Züge * Anzahl Wagen bestellt | Baujahr   | Betreiber                                           |
| -------------- | ------------------------------------------------------------------------------------------ | ---------- | ----------------------------------- | --------- | --------------------------------------------------- |
| 800 IET, Azuma | Fünfteiliger Zweikrafttriebzug der Baureihe 800/0 in Betrieb bei der Great Western Railway | Zweikraft  | 46 × 5 + 34 × 9 Wagen               | 2014–2018 | Great Western Railway, London North Eastern Railway |
| 801 Azuma      | Elektrotriebzug der Baureihe 801/2 der LNER in London King’s Cross                         | elektrisch | 12 × 5 + 30 × 9 Wagen               | 2017–2020 | London North Eastern Railway                        |